# Медведцев, Валерий Алексеевич
Вале́рий Алексе́евич Медве́дцев (род. 5 июля 1964, Ижевск) — советский и российский биатлонист. Заслуженный мастер спорта СССР (1986). Заслуженный тренер России. Чемпион Олимпийских игр 1988 в Калгари в эстафетной гонке 4х7,5 км. 4-кратный чемпион мира (1986, 1990). Первый в истории абсолютный чемпион мира по биатлону.

## Спортивные достижения
В биатлон Валерий Медведцев попал случайно. На городских соревнованиях в команде ижевской школы № 64 не хватало человека. На старт поставили робкого пятиклассника Валеру: он отстрелял чисто, но в беге проиграл. Тем не менее тренер спортклуба «Ижпланета» меткого дебютанта приметил и пригласил заниматься биатлоном.
В 1986 году он стал первым в истории этого вида спорта абсолютным чемпионом мира, выиграв в норвежском Холменколлене всё золото (спринт, индивидуальную гонку и эстафету). На следующий год это достижение смог повторить Франк-Петер Рёч, ставший абсолютным чемпионом мира в 1987 году.
Чемпион Олимпийских игр 1988 в Калгари в эстафетной гонке 4х7,5 км, серебряный призёр в гонках на 10 км и 20 км. Серебряный призёр олимпийских игр 1992 в Альбервиле в эстафетной гонке 4х7,5 км. Знаменосец сборной Объединённой команды на церемонии открытия зимней Олимпиады 1992 года.
4-кратный чемпион мира (1986, 1990), двукратный серебряный призёр чемпионата мира (1987, 1993), бронзовый призёр чемпионата мира (1991).

## Тренерская деятельность
После окончания спортивной карьеры возглавлял сборную Удмуртии, куда входила его бывшая жена, олимпийская чемпионка, Наталья Снытина.
Затем работал личным тренером своей жены — также олимпийской чемпионки Ольги Пылёвой.
С июня 2010 года — тренер мужской сборной России. При нём сборная завоевала три серебряные медали на домашнем чемпионате мира в Ханты-Мансийске 2011. Весной 2011 года Медведцев сообщил, что уходит из сборной России по биатлону, чтобы помогать жене воспитывать детей.
С 15 июня 2011 года — главный тренер мужской сборной Красноярского края по биатлону.
13 мая 2016 года был назначен старшим тренером женской сборной России по биатлону. В его штаб вошли экс-старший тренер женской команды Сергей Коновалов,  а также Александр Дегтярев, Виталий Норицын и Павел Ланцов.

## Награды и звания
- Заслуженный тренер России
- Орден Трудового Красного Знамени (1988)
- Заслуженный мастер спорта СССР (1986).